# Blankvers
Blankvers är ett klassiskt jambiskt versmått, en form av icke-rimmad pentameter. Utöver fem jamber förekommer ofta att rader kompletteras med en extra (men obetonad) stavelse i slutet.
Det första kända eposet på blankvers är Henry Howards engelska översättning av Aeneiden från 1562. Formatet är mest känt från Shakespeares diktning, från Marlowes pjäser och från Det förlorade paradiset av John Milton. Det är en utveckling av andra format, främst verso sciolto och vers commun. I England har man sedan Shakespeares dagar främst använt blankvers som dramatiskt versmått. En orsak är att engelskan är rik på ord och vändningar med jambisk grundbetoning, och Shakespeares många blankverstexter bidrar förmodligen till populariteten.
Det tyska genombrottet, Lessings Nathan den vise, följdes sedan av Goethe och Schiller, som båda skrev dramatik på blankvers.
På svenska har poeten Göran Palm excellerat i versmåttet i fyra reportageböcker om Sverige och samtiden, Sverige, en vintersaga i fyra delar, utkomna mellan 1984 och 2005. I andra delen förklarar han utförligt versmåttets funktion och historia med talrika exempel.
Ur Shakespeares Hamlet:
To be/ or not/ to be/ that is/ the quest/ion.
Dock är den vanliga svenska översättningen av ovanstående rad inte korrekt blankvers då den innehåller en jamb för mycket:
Att va/ra el/ler in/te va/ra, det/ är frå/gan.
En översättning på korrekt blankvers skulle istället kunna vara:
Att va/ra el/ler in/te, det/ är frå/gan.